# Ion Sandu
Ion Sandu (9 marzo 1993) è un calciatore moldavo, difensore svincolato.

## Carriera

### Club
Ha giocato nella massima serie moldava.